# Antonia Albert
Antonia Albert (Viena, 1989) es una economista y empresaria austriaca. En 2015, cofundó la startup Careship en Berlín, Alemania, como un empresa digital para el cuidado de personas mayores en el hogar. En 2018 fue reconocida como una de las mujeres más influyentes del mundo al ser incluida en las listas Forbes 30 Under 30 y 100 Women de la BBC.

## Trayectoria
Albert es de Viena, Austria. Estudió administración de empresas en los Países Bajos y Suiza, obteniendo una licenciatura en Administración de Empresas Internacionales en 2012 y una maestría en Gestión Estratégica en 2013. Antes de cofundar Careship con su hermano, trabajó como economista empresarial para el holding de Internet Rocket Internet.
Cuando la abuela de Albert enfermó en 2014, su familia tuvo grandes dificultades para encontrar un cuidador adecuado. En respuesta, cofundó la empresa emergente Careship con su hermano Nikolaus Albert para crear un mercado virtual de atención domiciliaria para personas mayores. Careship utiliza un “algoritmo de emparejamiento” en línea para conectar a familias que necesitan cuidados para personas mayores con cuidadores autónomos cualificados. Los cuidadores pueden ayudar con tareas comunes como cocinar, hacer las compras y limpiar. En la plataforma, los cuidadores establecen su propio precio y Careship se encarga de la facturación y la coordinación de los pagos del seguro.
Albert y su hermano recaudaron $4 millones en fondos de inversionistas para Careship en 2017, y $6 millones adicionales en 2018. Al principio, el mercado sólo estaba disponible en Berlín, pero se ha expandido al estado de Renania del Norte-Westfalia, así como a las ciudades de Hamburgo, Düsseldorf y Frankfurt. En 2018 pretendían expandirse a Austria.
El modelo de negocio utilizado por Careship y servicios similares es controvertido. La fundación Stiftung Warentest examinó los servicios de limpieza en octubre de 2014 y concluyó que solo en cuatro de cada diez casos el servicio cumplía la promesa hecha online.

## Reconocimientos
Antonia fue votada como una de las 100 mujeres más inspiradoras de 2015 por la BBC y fue incluida en la lista Forbes 30 Under 30 de Forbes de 2018.